# Casa pe care Jack a construit-o
Casa pe care Jack a construit-o (în engleză The House That Jack Built) este un film artistic de groază din 2018. Regizat și scris de Lars von Trier, îi are în distribuție pe Matt Dillon, Bruno Ganz, Uma Thurman, Siobhan Fallon Hogan, Sofie Gråbøl⁠(d), Riley Keough⁠(d) și Jeremy Davies⁠(d). Lungmetrajul îl prezintă pe Jack (Dillon), un criminal în serie⁠(d), și crimele comise de acesta pe parcursul a 12 ani, de la sfârșitul anilor 1970 și în anii 1980, în statul american Washington. Utilizând Infernul lui Dante ca metatext⁠(d), filmul este structurat sub forma unor viniete⁠(d) flashback dezvăluite de Jack poetului roman Virgil. În același timp, Jack încearcă să ofere argumente pentru crimele sale.
Conceput inițial ca proiect de televiziune de către von Trier, producția a început în Suedia în 2016. Filmul a debutat la Festivalul de Film de la Cannes, marcând revenirea lui von Trier la festival după mai bine de șase ani. Casa pe care Jack a construit-o a primit recenzii mixte din partea criticilor, iar scenele violente au fost criticate.

## Rezumat
Jack, un arhitect ratat din statul Washington, îi povestește lui Virgil - pe care îl numește Verge - cum a devenit un criminal în serie⁠(d), în timp ce Verge îl conduce prin cele nouă cercuri ale Iadului. Crimele comise de acesta, prezentate prin flashbackuri, sunt comentate⁠(d) atât de Jack, cât și de Verge.
În primul incident, Jack întâlnește o femeie acerbă pe un drum rural. Aceasta încerca să schimbe o anvelopa spartă, însă cricul i-a cedat. Este de acord să o transporte la fierarul local. Pe drum, îl ironizează pe Jack, spunându-i că arată ca un criminal în serie, iar mai târziu susține că este mult prea fricos pentru ucide pe cineva. Jignit, Jack o lovește cu cricul în față și îi ascunde cadavrul în congelatorul industrial din fabrica cumpărată de la o pizzerie.
În al doilea incident, Jack ucide o văduvă pe nume Claire. În loc să părăsească locuința, tulburarea sa obsesiv-compulsivă îl obligă să revină în casă pentru a curăța locul crimei de mai multe ori și este aproape prins de poliție. Cuprins de panică, leagă cadavrul lui Claire de camionetă și pleacă, lăsând o dâră de sânge în urma sa. Totuși, odată ajuns la fabrică, începe să plouă puternic, iar urmele de sânge dispar. Jack consideră această întâmplare ca fiind o intervenție divină; se autointitulează „Mr. Sophistication” și începe să trimită scrisori anonime presei. Începe să-și asume riscuri mai mari pe măsură ce-și înfrânează simptomele tulburării.
În al treilea incident, Jack își duce iubita și pe cei doi fii ai ei - „morocănosul” și George - la vânătoare. După ce îi ucide pe aceștia, o forțează pe femeie să participe la un picnic împreună cu cadavrele lor. Mai târziu, îi permite să fugă, dar aceasta se lasă ucisă. Jack transformă cadavrul „morocănosului” într-o sculptură cu un zâmbet înfiorător.
În cel de-al patrulea incident, Jack se află într-o relație disfuncțională cu o tânără pe nume Jacqueline. Acesta o abuzează psihologic și i se adresează cu porecla „Simple”. În stare de ebrietate, Jack îi mărturisește în apartamentul ei că a ucis 60 de oameni, însă aceasta nu-l crede. După ce marchează cercuri roșii în jurul sânilor ei cu un marker, tânăra se sperie și abordează un polițist, dar acesta îi ignoră pe amândoi, considerându-i beți. Mai târziu, Jack o imobilizează și îi taie sânii cu un cuțit. Pe unul îl pune pe mașina polițistului, iar pe celălalt îl transformă în portofel.
În cel de-al cincilea incident, Jack a imobilizat șase bărbați în congelatorul său, intenționând să-i omoare pe toți cu un singur glonț. Unul dintre bărbați, un veteran de război, îl informează pe Jack că are muniția greșită. Când încearcă să obțină gloanțele potrivite de la prietenul său, S.P., este refuzat, iar S.P. contactează poliția. Jack îl înjunghie mortal în gât, iar mai târziu îl ucide pe ofițerul de poliție sosit la fața locului. Odată ajuns la fabrică, Jack îl întâlnește într-o altă cameră din congelator pe Verge; acesta l-a ținut sub observație pe parcursul întregii sale vieți. De asemenea, Verge îi reamintește că nu și-a construit niciodată casa visată, deși a încercat de mai multe ori. În congelator, Jack aranjează cadavrele înghețate pe care le-a adunat de-a lungul anilor în formă de casă. În timp ce poliția pătrunde în congelator, acesta intră în „casa” sa și îl urmează pe Verge într-o gaură din podea, coborând în Iad.
Cei doi ajung la o groapă care duce spre al nouălea cerc și centrul Iadului⁠(d). Sunt prezentate imagini despre gaura de foraj de la Kola, din care, potrivit legendei, s-au auzit strigăte umane din infern. Un pod distrus se întinde peste groapă. Jack observă o scară pe partea cealaltă, care duce la ieșirea din Iad. Încearcă să escaladeze un perete de stâncă pentru a accesa scara împotriva sfaturilor lui Verge și cade în abisul înflăcărat de dedesubt.

## Distribuție
- Matt Dillon - Jack – „Mr. Sophistication”
  - Emil Tholstrup - tânărul Jack
- Bruno Ganz - Verge
- Uma Thurman - doamna #1
- Siobhan Fallon Hogan - Claire Miller – doamna #2
- Sofie Gråbøl - doamna #3
- Riley Keough - Jacqueline – „Simple”
- Jeremy Davies - Al[6]
- Jack McKenzie - Sonny
- Mathias Hjelm - Glenn
- Edward Speleers - Ed – ofițer de poliție #2
- Marijana Jankovic - Kelly Miller – studentă
- Carina Skenhede - Susan Hanson
- Rocco Day - „morocănosul”
- Cohen Day - George
- Robert Jezek - ofițerul de poliție 4
- Osy Ikhile - veteranul de război
- Christian Arnold - bărbat #1
- Yoo Ji-tae - bărbat #2[7][8]
- Johannes Bah Kuhnke - bărbat #3
- Jerker Fahlström - bărbat #4
- David Bailie - S.P.[9]
- Robert G. Slade - Rob
- Vasilije Mujka - cosaș, Câmpiile Elizee

Imagini de arhivă cu actorii Jean-Marc Barr⁠(d) (Europa⁠(d)), Jamie Bell (Nymphomaniac), Willem Dafoe (Anticrist⁠(d)), Charlotte Gainsbourg (Melancholie și Nymphomaniac), Nicole Kidman (Dogville), Udo Kier (The Kingdom⁠(d)), Kirsten Dunst (Melancholia), Kirsten Olesen⁠(d) (Medea⁠(d)), Birgitte Raaberg⁠(d) (The Kingdom) și Emily Watson (Breaking the Waves⁠(d)) au apărut în film în cadrul comentariului din cel de-al patrulea incident.

## Producție

### Dezvoltare
Conceput inițial ca serial de televiziune, von Trier a anunțat în februarie 2016 că proiectul va fi lansat sub forma unui lungmetraj. După o cercetare minuțioasă a criminalilor în serie, regizorul a completat scenariul în mai 2016. Drepturile internaționale de comercializare a filmului aparțin companiei TrustNordisk, iar producția a fost realizată de Zentropa⁠(d). Studioul de film Film i Väst⁠(d) a finanțat parțial filmul, iar Copenhaga Film Fund a finanțat procesul de producție cu 1,08 milioane de euro. Lungmetrajul este o coproducție franceză-germană-suedeză-daneză.
Epilogul filmului, în care Jack intră în Iad, a fost sugerat de coscenarista Jenle Hallund, iar von Trier l-a considerat compatibil cu povestea filmului: „Mi s-a părut o idee bună, deoarece a trecut mult timp de când am vizitat cu adevărat Iadul în filme. Am pus cap la cap diferite concepții despre Iad. Am luat Câmpiile Elizee din mitologia romană. Sunt destul de sigur că Iadul nu arată ca ceea ce am realizat în acest film.” De asemenea, Von Trier a declarat că „finalul clasic” al filmului a fost inspirat de Alfred Hitchcock: „M-am simțit oarecum ca Hitchcock la sfârșitul filmului, cu Jack atârnând deasupra abisului abominabil. Nu-l lăsa niciodată pe antagonist să scape[...] Psihopații acționează pornind de la certitudinea irațională că nu vor fi capturați. Din acest motiv avem finalul respectiv. Ar fi tipic pentru mine să-l las să trăiască. Însă m-am gândit la bătrânul Hitchcock și am decis că filmul necesită un final clasic.”

### Distribuție
Pe 2 noiembrie 2016, von Trier a anunțat că Matt Dillon va interpreta rolul principal. În februarie 2017, s-a raportat că actrițele Riley Keough⁠(d) și Sofie Gråbøl⁠(d) se vor alătura proiectului, iar prezența Umei Thurman a fost anunțată luna următoare. În aceeași lună, von Trier a declarat că filmul celebrează „ideea că viața este crudă și monotonă”.

### Filmările
Filmările au început în martie 2017 în zonele extravilane ale orașelor Bengtsfors și Tösse⁠(d) din provincia Dalsland, Suedia și a fost turnat în Copenhaga, Gribskov⁠(d), Trollhättan, Peak District⁠(d) și Montemerano⁠(d). Deși influențat de criminalul american Ted Bundy, personajul interpretat de Dillon a devenit pe parcursul filmului un criminal aparte. Filmul a petrecut aproape un an în postproducție⁠(d), fiind introduse efecte speciale complicate.

## Lansare

### În cinematografe
Von Trier și-a dorit ca premiera să aibă loc în cadrul Festivalului de Film de la Cannes și a negociat cu reprezentanții festivalului în martie 2017, deși i-a fost interzisă participarea după evenimentele din 2011. Pe 19 aprilie 2018, filmul a fost aprobat pentru premieră, dar în afara competiției. După acest anunț, a fost lansat un teaser trailer.
Filmul a avut premiera la festival pe 14 mai 2018. S-a raportat că peste 100 de membri ai publicului au părăsit sala în timpul premierei, deși lungmetrajul a fost ovaționat timp de 10 minute după încheiere.
În octombrie 2018, s-a anunțat că versiunea regizorală⁠(d) a filmului, cea difuzată în cadrul festivalului, va fi prezentată în cinematografele din Statele Unite timp de o noapte în luna noiembrie, iar începând din 14 decembrie, o versiune editată cu rating R⁠(d) va fi difuzată pe platformele digitale și într-un număr limitat de cinematografe. La scurt timp după proiectarea versiunii regizorale necenzurate, Motion Picture Association⁠(d) (MPAA) a emis un comunicat prin care condamna proiecția, deoarece nu a respectat instrucțiunile consiliului de administrație. În declarație, s-a remarcat că „proiectarea unei versiuni neevaluate a filmului atât de aproape de lansarea versiunii evaluate – fără a obține o derogare – încalcă regulile sistemului de rating. [...] Nerespectarea regulilor poate crea confuzie în rândul părinților și submina sistemul de rating - și poate duce la impunerea de sancțiuni împotriva autorului filmului”. Disputa cu IFC Films a fost rezolvată prin reprogramarea lansării digitale a versiunii regizorale în 2019 pentru a nu coincide cu lansarea versiunii cinematografice. Pe 6 decembrie 2018, versiunea regizorală a fost scoasă la vânzare pe YouTube timp de câteva ore.

### Home media
Casa pe care Jack a construit-o a fost lansat pe DVD și pe Blu-ray (versiunea necenzurată) în Regatul Unit pe 4 martie 2019 de Artificial Eye⁠(d). Materialele suplimentare cuprindeau o introducere a regizorului, un interviu cu regizorul, un featurette⁠(d) de douăzeci de minute și un trailer. Pe 4 februarie 2020, Scream Factory⁠(d) a lansat filmul în Statele Unite sub forma unui Blu-ray cu 2 discuri care conțin următoarele materiale: versiunea cinematografică, versiunea regizorală, un interviu de 26 de minute cu von Trier filmat la scurt timp după câștigarea Premiului Sonning⁠(d), un trailer pentru piața americană, un teaser prezentat la Festivalul de Film de la Cannes, o scurtă introducere de von Trier și anunțul din 2016 cu privire la producția filmului.

## Recepție

### Încasări
Casa pe care Jack a construit-o a încasat 5.566.776 de dolari.

## Premii
Filmul a fost nominalizat pentru premiile Art Cinema Award⁠(d) și Hamburg Producers Award⁠(d) la cea de-a 26-a ediție a Festivalui de Film de la Hamburg⁠(d). A câștigat categoria „cel mai bun film european” și a fost nominalizat la „cel mai bun lungmetraj internațional” la Festivalul european de Film fantastic de la Strasbourg⁠(d). A câștigat două premii la Festivalul de Film fantastic din Insulele Canare – „cel mai bun actor” pentru Dillon și „cel mai bun scenariu” pentru von Trier.  La Premiile Robert⁠(d), filmul a primit 11 nominalizări: cel mai bun film danez⁠(d), cel mai bun regizor⁠(d), cel mai bun scenariu⁠(d), cel mai bun actor în rol principal⁠(d), cel mai bun design de producție⁠(d), cea mai bună imagine⁠(d), cele mai bune costume⁠(d), cel mai bun machiaj⁠(d), cel mai bun montaj⁠(d), cel mai bun sunet⁠(d) și cele mai bune efecte vizuale⁠(d). A câștigat două premii - „cea mai bună imagine” și „cele mai bune efecte vizuale”.  Dillon a obținut o nominalizare la categoria „cel mai bun actor în rol principal⁠(d)” la Premiile Bodil, iar filmul a câștigat „cel mai bun design de producție”. De asemenea, filmul a fost nominalizat la categoria „cel mai bun film străin” la Premiile Gopo, iar Dillon a fost nominalizat la categoria „cel mai bun actor⁠(d)” la Fangoria Chainsaw Awards⁠(d).
Cahiers du Cinéma⁠(d) a selectat Casa pe care Jack a construit-o drept al optulea cel mai bun film al anului 2018.